# Sulzermoos
Sulzermoos é um município da Alemanha, no distrito de Dachau, na região administrativa de Oberbayern , estado de Baviera.